# Cristianesimo in Gambia
Il cristianesimo in Gambia è una religione di minoranza. La religione più diffusa in Gambia è l'islam, ma sulla percentuale dei praticanti di ciascuna religione ci sono valutazioni divergenti. Secondo le stime del Pew Research Center, i musulmani sono il 95,3% della popolazione; i cristiani rappresentano il 4,2% della popolazione; lo 0,4% circa della popolazione segue altre religioni e il rimanente 0,1% non segue alcuna religione. Stime dell'Association of Religion Data Archives (ARDA), riferite al 2015, danno i musulmani a circa l'89% della popolazione e i cristiani a circa il 4% della popolazione; le religioni africane tradizionali sarebbero seguite da circa il 5% della popolazione; l'1% circa della popolazione seguirebbe altre religioni e il restante 1% non seguirebbe alcuna religione. Altri stimano i musulmani al 90%, i cristiani al 9% e le religioni africane tradizionali all'1% circa. È possibile, come avviene in altri stati dell’Africa occidentale, che una parte dei cristiani e dei musulmani segua contemporaneamente alcune pratiche e credenze animiste delle religioni africane tradizionali. La costituzione del Gambia vieta di stabilire una religione di stato, proibisce le discriminazioni religiose e riconosce la libertà religiosa nel rispetto della legge. I gruppi religiosi devono registrarsi se forniscono servizi sociali; in tal caso sono equiparate alle organizzazioni non governative. La legge non prevede l'obbligo dell'insegnamento della religione nella scuola pubblica, ma la maggior parte delle scuole pubbliche offrono agli studenti un corso sulle maggiori religioni del mondo; la formazione degli insegnanti di questi corsi avviene a cura dello stato. Le scuole private hanno la facoltà di offrire corsi di religione, che comprendano anche una panoramica sulle maggiori religioni mondiali. I gruppi religiosi non possono costituire partiti politici. La costituzione dà la possibilità di creare tribunali religiosi con giudici esperti di diritto islamico, che possano decidere in questioni di diritto di famiglia e diritto civile quando entrambe le parti coinvolte siano di religione musulmana. Nel 2015 il presidente Yahya Jammeh ha proclamato il Gambia una repubblica islamica, pur affermando che avrebbe continuato a rispettare i diritti dei cittadini; questa decisione è stata contestata dai partiti di opposizione. Dopo l'abbandono del potere da parte di Jammeh e l’insediamento del nuovo presidente, è in discussione una nuova costituzione, in cui i cristiani chiedono che venga dichiarato espressamente che il Gambia è uno stato laico.

## Confessioni cristiane presenti
La maggioranza dei cristiani in Gambia sono cattolici (circa il 2,9% della popolazione), mentre i protestanti rappresentano circa l'1,3% della popolazione. Nel 1965 la Chiesa cattolica e le principali Chiese protestanti del Gambia hanno costituito il Concilio Cristiano del Gambia per favorire il dialogo ecumenico.

### Cattolicesimo
La Chiesa cattolica è presente in Gambia la sola diocesi di Banjul, immediatamente soggetta alla Santa Sede. 

### Protestantesimo
I primo protestanti ad arrivare nel Paese sono stati i metodisti e gli anglicani, che ancora oggi rappresentano i maggiori gruppi protestanti. Sono inoltre presenti battisti e avventisti.
Le principali denominazioni protestanti presenti attualmente nel Paese sono le seguenti:
- Chiesa metodista del Gambia: è la più antica denominazione protestante del Gambia, avendo avuto origine da una missione arrivata nel Paese nel 1821;[8]
- Chiesa della Provincia dell'Africa occidentale: fa parte della Comunione anglicana ed è presente nel Paese con la Diocesi anglicana del Gambia;
- Unione battista del Gambia: comprende 10 chiese e conta circa 800 membri;
- Chiesa cristiana avventista del settimo giorno: comprende 5 chiese e conta circa 300 membri